# Norbert von Stetten
Norbert Freiherr von Stetten (* 13. Mai 1885 in Wien; † 28. Dezember 1979 in Bad Mergentheim) war ein österreichischer Maler.

## Leben
Nach Studienjahren an der Akademie der bildenden Künste in Wien studierte Norbert von Stetten in Paris an der Académie des Beaux Arts, war befreundet mit Maurice Utrillo, Maurice de Vlaminck und André Dunoyer de Segonzac. Nach diesem Aufenthalt nahm er als Maler an der Kaiserlich Deutschen Forschungsexpedition nach Afrika unter Professor Leo Frobenius teil. Seine Arbeiten aus dieser Zeit befinden sich heute im Senckenberg Museum in Frankfurt/Main.
Während des Ersten Weltkrieges fertigte er Porträts verschiedener Heeresführer beim Österreichischen k.u.k. Kriegspressequartier an, die sich heute in Nürnberg und in Wien (Heeresgeschichtliches Museum) befinden. Er nahm an Frontexkursionen an den italienischen und albanischen Kriegsschauplatz teil.
Nach Kriegsende studierte er als Meisterschüler bei den Malern Max Slevogt und Max Liebermann an der Akademie der bildenden Künste in Berlin, wo er bis 1933 hauptsächlich an Porträts und Landschaften arbeitete und zahlreiche Studienreisen nach Ostpreußen, Österreich und Italien unternahm.
Ab 1933 lebte er auf dem Familienstammsitz Schloss Stetten in Württemberg, von wo er jährliche Arbeitsaufenthalte in Italien (Ischia, Amalfi, Gardasee und Südtirol), Spanien (Mallorca, Costa del Sol) und Südfrankreich durchführte. Von Stetten trat am 1. September 1930 der NSDAP bei (Mitgliedsnummer 305.071), aber 1932/33 wieder aus.
Er war mit der Opern- und Liedersängerin Emy Freifrau von Stetten, Tochter des Königsberger Musikers Max Brode, verheiratet. Aus dieser Ehe gingen zwei Töchter, Ellida (* 1919) und Brigitte (* 1920), hervor. In der Zeit des Nationalsozialismus erhielt Emy von Stetten trotz ihrer nationalsozialistischen Einstellung als „Halbjüdin“ Berufsverbot. In zweiter Ehe heiratete er Irma Sander, die ihn auf seinen Reisen begleitete. Seit Ende der sechziger Jahre litt er an einer Augenkrankheit, die ihn jedoch nicht daran hinderte, weiter zu malen. Er verstarb am 28. Dezember 1979 nach kurzer Krankheit in Bad Mergentheim im Alter von 94 Jahren.
Norbert von Stetten war auf vielen nationalen und internationalen Ausstellungen vertreten, u. a. 1941 auf der Großen Deutschen Kunstausstellung in München.
Viele seiner Werke befinden sich in privaten und öffentlichen Sammlungen (u. a. auch ein Porträt des letzten österreichischen Kaisers, Karl I., im Heeresmuseum Budapest). Sein künstlerischer Nachlass befindet sich im Besitz seiner beiden Enkelinnen Eva und Brigitte. Er wird von seiner älteren Enkelin Brigitte Pichon Kalau v. Hofe und ihrem Ehemann, dem Musiker Dorian Rudnytsky, verwaltet.

## Werke (Auszug)
- Fliegerabwehrgeschütz an der dalmatinischen Küste. Öl auf Holz, 51 × 50,7 cm, Heeresgeschichtliches Museum, Wien.